# De Ludo Scachorum

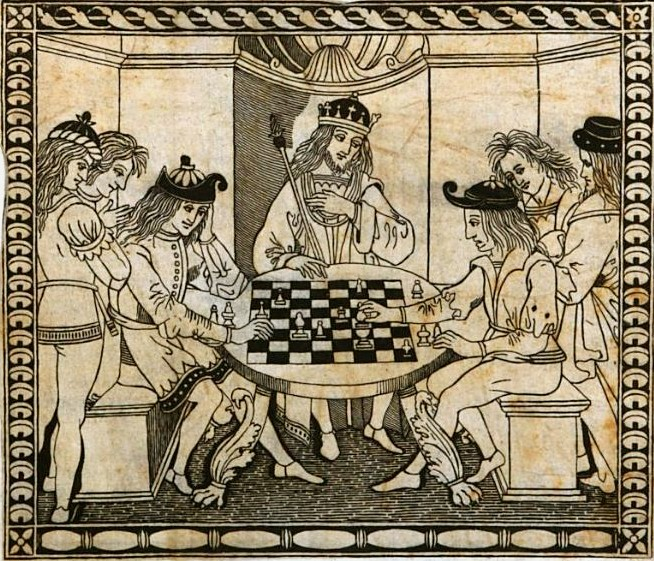

De Ludo Scachorum (em português Sobre o jogo de xadrez), também conhecido como Schifanoia, é o título de um manuscrito em língua latina produzido por volta do ano de 1500 pelo monge franciscano e célebre matemático italiano Luca Pacioli. 
Alguns especialistas acreditam que os diagramas de xadrez possam ter sido desenhados por Leonardo da Vinci. O manuscrito somente foi redescoberto em 2007 pelo historiador e bibliófilo Duilio Contin entre os 22 mil volumes da biblioteca da Fondazione Palazzo Coronini Cronberg, localizada na cidade italiana de Gorizia. O manuscrito traz mais de cem problemas de xadrez e foi dedicado à marquesa de Mântua, Isabella d'Este.
Leonardo da Vinci também ilustrou um outro tratado de Pacioli, De Divina Proportioni, sobre as proporções artísticas.